# Мезоамериканський календар довгого рахунку

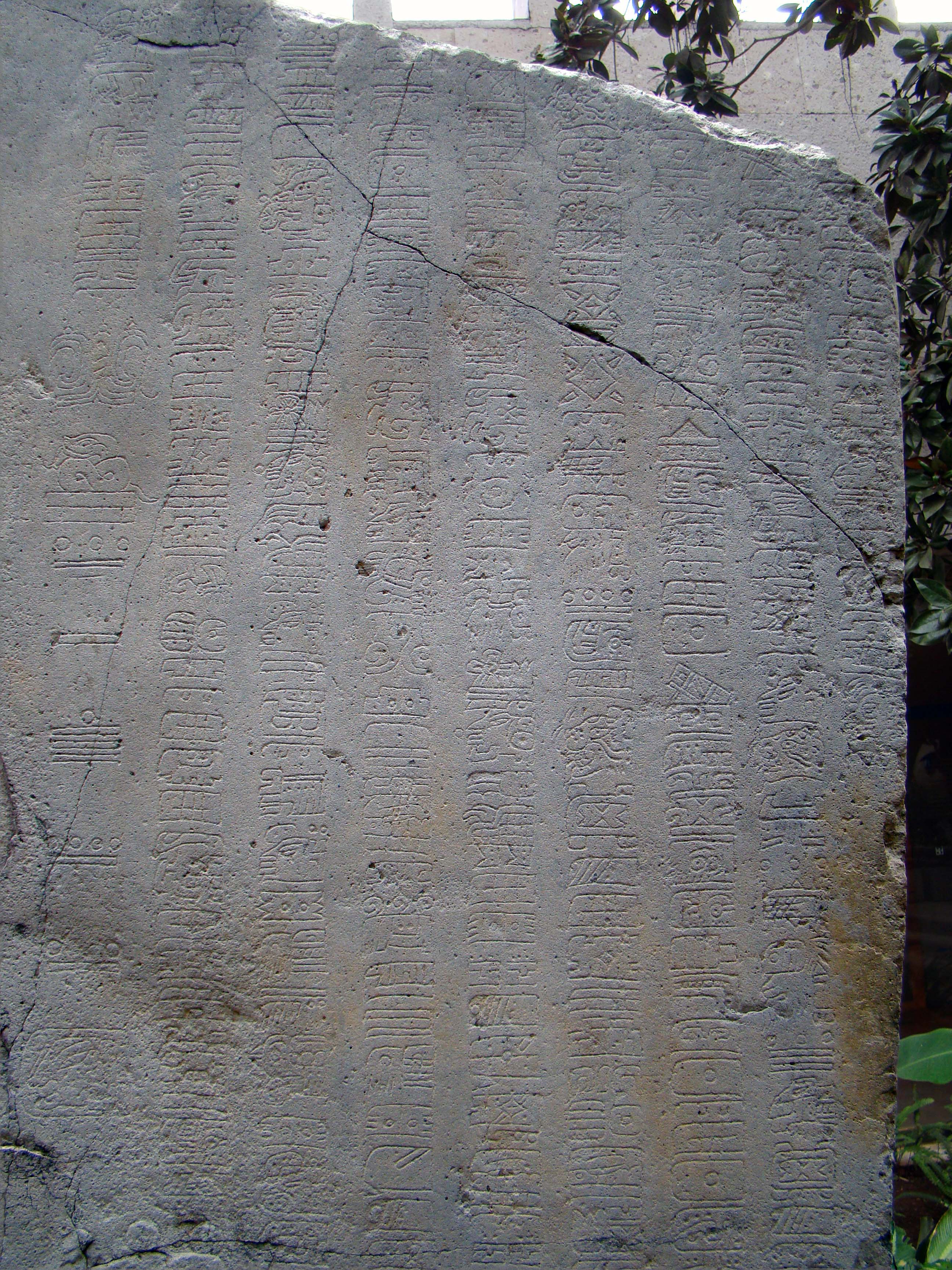
Фрагмент стели (Стела 1 у Ла Мохарі), що показує три колонки гліфів 2-го століття н. е. Ліва колонка містить дату календаря довгого рахунку 8.5.16.9.9, або 156 рік н. е. Два інші стовпці містять гліфи епі-ольмекської писемності

Мезоамерика́нський календа́р до́вгого раху́нку — неповторюваний календар, який використовується в декількох доколумбових культурах Центральної Америки. З цієї причини він іноді називається календарем мая. Використання зміненого двадцятирічного підрахунку призвело до того, що він визначає дні шляхом підрахунку кількості цих днів, що минули з міфічної дати створення, що відповідає 11 серпня 3114 року до н. е. за григоріанським календарем. Довгий календар широко використовувався на пам'ятниках.